# Walter Durbano
Walter Durbano (31 marzo 1963) è un ex maratoneta e mezzofondista italiano.

## Biografia
Nel 1990 e nel 1994 ha partecipato ai Mondiali di corsa campestre.
Nel 1993 ha partecipato alla Coppa del mondo di maratona e nel 1994 alla maratona degli Europei.

## Palmarès
| Anno | Manifestazione    | Sede          | Evento         | Risultato | Prestazione | Note |
| ---- | ----------------- | ------------- | -------------- | --------- | ----------- | ---- |
| 1990 | Mondiali di cross | Aix-les-Bains | Corsa seniores | 106º      | 36'26"      |      |
| 1994 | Mondiali di cross | Budapest      | Corsa seniores | 181º      | 38'02"      |      |
| 1994 | Europei           | Helsinki      | Maratona       | 30º       | 2h17'09"    |      |

## Campionati nazionali
1982
- 5º ai campionati italiani juniores, 5000 m piani - 14'54"81

1984
- 22º ai campionati italiani di corsa campestre - 35'48"

1985
- 14º ai campionati italiani assoluti, 10000 m piani - 29'52"82
- 18º ai campionati italiani di corsa campestre

1986
- 11º ai campionati italiani di mezza maratona - 1h07'22"
- 24º ai campionati italiani di corsa campestre

1987
- 8º ai campionati italiani di mezza maratona - 1h05'35"
- 9º ai campionati italiani di corsa campestre - 32'36"

1989
- Oro ai campionati italiani di mezza maratona - 1h03'28"

1990
- 4º ai campionati italiani di mezza maratona - 1h04'49"
- Bronzo ai campionati italiani di corsa campestre - 35'26"

1991
- 4º ai campionati italiani di mezza maratona - 1h04'49"

1992
- Argento ai campionati italiani di mezza maratona - 1h03'10"
- Oro ai campionati italiani di corsa campestre - 33'37"

1993
- Oro ai campionati italiani di maratona - 2h11'13"
- 14º ai campionati italiani di corsa campestre

1994
- 6º ai campionati italiani di corsa campestre - 37'04"

1995
- 9º ai campionati italiani di mezza maratona - 1h03'31"
- 7º ai campionati italiani di corsa campestre - 38'42"

1996
- 8º ai campionati italiani di mezza maratona - 1h04'24"

## Altre competizioni internazionali
1984
- 11º alla Scarpa d'oro ( Vigevano), 7,5 km - 26'04"
- 9º al Cross di Volpiano ( Volpiano)

1985
- 4º alla Notturna di san Giovanni ( Firenze), 11 km - 34'24"
- 10º al Cross di Volpiano ( Volpiano) - 32'57"
- Bronzo al Cross di Luserna San Giovanni ( Luserna San Giovanni) - 24'47"

1986
- 9º alla Scarpa d'oro ( Vigevano), 8 km - 24'25"

1987
- Oro alla 25 km di Chambery ( Chambéry) - 1h17'23"
- 6º alla Stramilano ( Milano) - 1h04'53"

1988
- 6º alla Cinque Mulini ( San Vittore Olona) - 33'22"
- Bronzo alla Scarpa d'oro ( Vigevano), 8 km - 23'54"

1989
- 9º alla Stramilano ( Milano) - 1h03'44"
- Oro alla Susavigliana ( Avigliana) - 1h04'31"
- 8º al Giro Media Blenio ( Dongio)
- 13º alla Scarpa d'oro ( Vigevano), 8 km - 24'30"
- 10º al Cross di Alà dei Sardi ( Alà dei Sardi) - 33'54"

1990
- Argento alla Susavigliana ( Avigliana) - 2h13'18"
- Bronzo alla Mezza maratona di Prato ( Prato) - 1h03'28"
- 10º al Cross di Alà dei Sardi ( Alà dei Sardi) - 32'12"

1991
- 36º alla Maratona di Londra ( Londra) - 2h14'39"
- Oro alla Maratona di Torino ( Torino) - 2h10'03"
- 6º al Giro podistico internazionale di Castelbuono ( Castelbuono) - 33'47"
- 10º al Campaccio ( San Giorgio su Legnano) - 37'35"
- 14º al Cross di Alà dei Sardi ( Alà dei Sardi) - 33'05"

1992
- 6º alla Maratona di New York ( New York) - 2h13'24"
- 9º alla Maratona di Torino ( Torino) - 2h16'44"
- 4º alla Roma-Ostia ( Roma) - 1h03'32"
- Bronzo alla Mezza maratona di Mantova ( Mantova) - 1h04'58"
- 5º al Giro podistico internazionale di Castelbuono ( Castelbuono) - 33'35"
- 6º alla Corsa di Santo Stefano ( Bologna), 5 miglia - 23'50"
- 5º alla Cagliari Corre ( Cagliari), 8 km - 23'48"
- 4º al Campaccio ( San Giorgio su Legnano) - 34'38"
- 9º al Cross del Gigante ( Inverigo) - 31'16"

1993
- 13º in Coppa del mondo di maratona ( San Sebastián) - 2h11'36"
- Oro alla Maratona di Torino ( Torino) - 2h11'13"
- 8º alla Mezza maratona di Pistoia ( Pistoia) - 1h06'55"
- 9º al Giro podistico internazionale di Castelbuono ( Castelbuono) - 34'12"
- 7º al Campaccio ( San Giorgio su Legnano) - 35'25"
- 9º al Cross del Gigante ( Inverigo) - 30'22"

1994
- 12º alla Stramilano ( Milano) - 1h03'45"
- Oro alla Vivicittà Genova ( Genova), 12 km - 36'24"
- Bronzo alla Corsa di Santo Stefano ( Bologna), 5 miglia - 23'37"
- 20º alla Cinque Mulini ( San Vittore Olona) - 34'57"
- 7º al Campaccio ( San Giorgio su Legnano) - 38'29"
- 8º all'Eurocross ( Diekirch) - 31'29"

1995
- Argento alla Maratona di Torino ( Torino) - 2h12'09"
- 4º alla Maratona d'Italia ( Carpi) - 2h16'43"
- Argento alla Roma-Ostia ( Roma) - 1h02'58"
- 8º alla Stramilano ( Milano) - 1h04'26"
- 6º alla Mezza maratona del Garda ( Gargnano) - 1h04'49"
- 7º alla Scarpa d'oro ( Vigevano), 8 km - 24'36"
- 10º al Campaccio ( San Giorgio su Legnano) - 35'28"
- 12º al Cross di Alà dei Sardi ( Alà dei Sardi) - 32'46"

1996
- Argento alla Maratonina d'Autunno ( Sangano) - 1h05'34"
- 13º alla Selinunte Run ( Trapani), 16,3 km - 47'59"

1998
- 24º al Campaccio ( San Giorgio su Legnano) - 38'06"